# MOWGLI II
Singles de PNL
Deux frères
(2019) Tahia
(2019)
MOWGLI II, ou MOWGLI 2 est une chanson du rappeur français Ademo du groupe PNL. Elle est sortie le 5 juin 2019 et figure sur aucun album. Elle est écrite par Ademo et BBP, ce dernier a produit la chanson.
Il fait suite au titre Mowgli sorti moins de cinq ans plus tôt, le 19 décembre 2014.

## Historique
Ce morceau a d'abord été teasé en février 2019 via le compte Snapchat d'Ademo. Puis quelques heures avant sa sortie, le duo annonce la sortie d'un nouveau morceau à minuit en dévoilant sa pochette et le réalisateur de la pochette du single, Tristan Crtvs.

## Composition et paroles
MOWGLI II est une chanson au style rap, avec comme sous-genre le cloud rap. Dans ce morceau, Ademo écrit une performance en deux parties : la première est plus rappé puis la seconde est plus auto-tuné amenant à un thème planant et nostalgique.

## Accueil commercial
Après sa sortie, la chanson monte à la première place du Top Singles France.
Le 26 septembre 2019, soit plus de trois mois après sa sortie, le morceau est certifié single d'or en France puis single de diamant en avril 2023. Il s'agit du vingt-deuxième single du duo qui obtient cette récompense.

## Liste de titres
| 1. | MOWGLI II | PNL, Ademo, BBP | 3:45 |

## Classements et certifications

### Classements hebdomadaires
| Classement (2019)                       | Meilleure position |
| --------------------------------------- | ------------------ |
| Belgique (Wallonie Ultratop 50 Singles) | 9                  |
| France (SNEP)                           | 3                  |
| Suisse (Schweizer Hitparade)            | 41                 |

## Certification
| Région                                                                                                 | Certification | Ventes/Streams |
| --- | ------------- | -------------- |
| France (SNEP)                                                                                          | Diamant       | 50 000 000     |
| *Ventes selon la certification ^Mise en rayon selon la certification xNon précisé par la certification |               |                |